# Rahlstiege

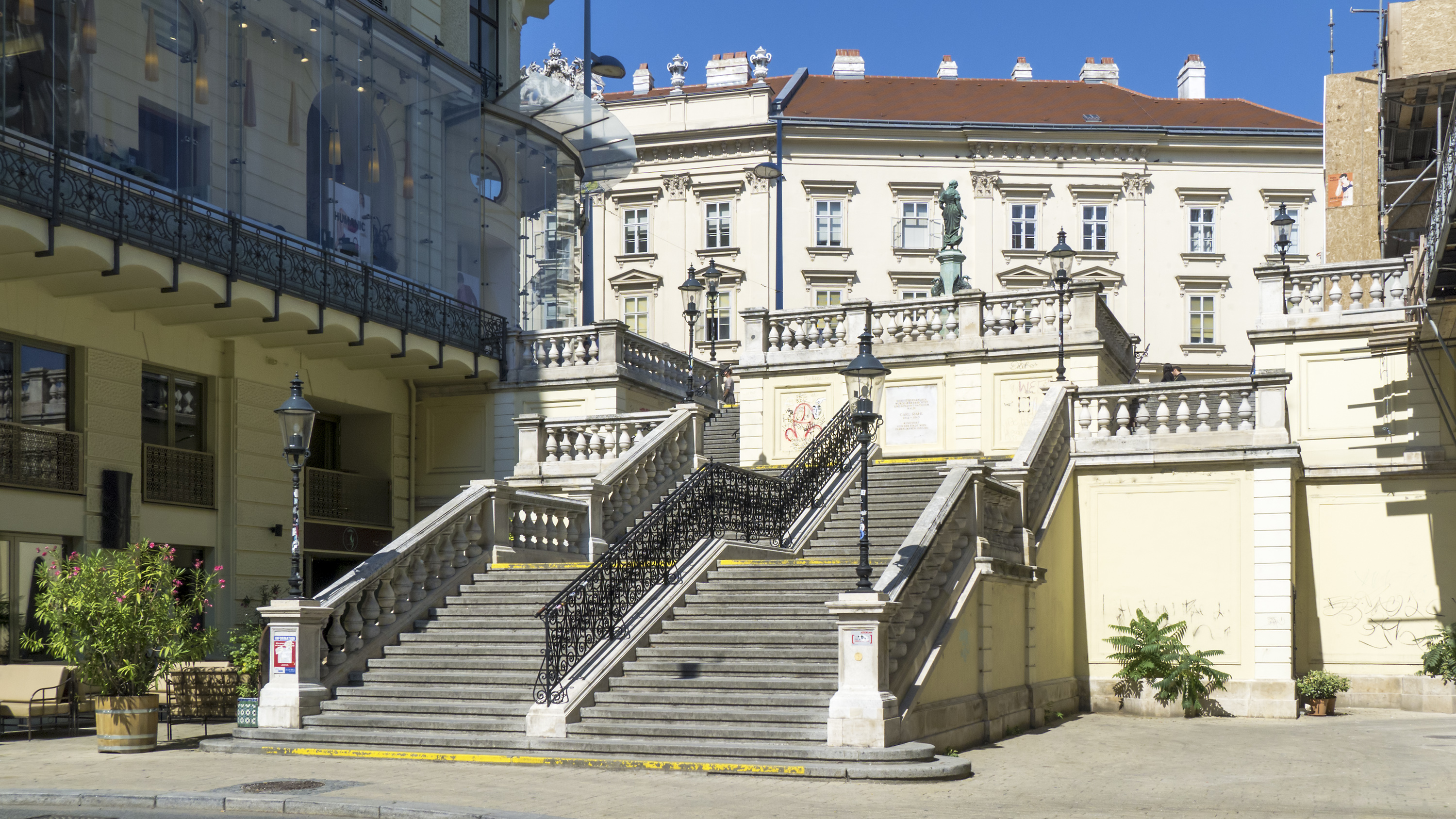
Die Rahlstiege in Mariahilf

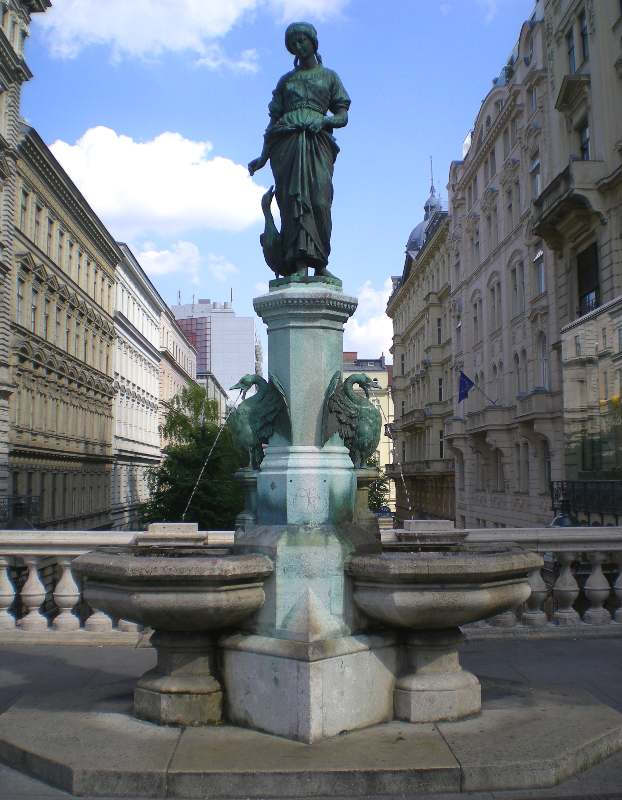
Der Gänsemädchenbrunnen am oberen Ende der Rahlstiege

Die Rahlstiege ist eine Stiegenanlage im 6. Wiener Gemeindebezirk Mariahilf. Sie verbindet die Rahlgasse mit der Mariahilfer Straße.

## Geschichte
Bereits seit dem 18. Jahrhundert ist an dieser Stelle eine Treppe nachweisbar. Entlang der heutigen Rahlgasse verlief die Grenze der damaligen Vorstadt Laimgrube zum Glacis der Wiener Stadtmauer, weshalb nur die Westseite der Gasse verbaut war. Nach der Eingemeindung der Vorstädte wurde 1857 mit der Schleifung der Stadtmauern begonnen, dabei verschwand auch die alte Stiegenanlage. Im Zuge der Stadterweiterung wurden nun auch auf der Ostseite der Rahlgasse Häuser gebaut, weshalb man sich zum Neubau einer repräsentativen Freitreppe entschloss. 1870 wurde die Rahlstiege fertiggestellt, die Namensgebung erfolgte analog zur Rahlgasse, die bereits 1866 nach dem Maler Carl Rahl benannt wurde.
1886 wurde am oberen Ende der Treppe der von Anton Paul Wagner gestaltete Gänsemädchenbrunnen aufgestellt, der sich ursprünglich ab 1866 am Gänsemarkt auf der Brandstätte und danach vor der Mariahilfer Kirche befand, wo er dem 1887 enthüllten, von Heinrich Natter geschaffenen Haydndenkmal weichen musste. 1933 wurde der Unterbau der Stiege für eine Nutzung als Lagerraum umgebaut. Von 1985 bis 1986 erfolgte eine Renovierung der Stiegenanlage.
Im August 2007 wurde am Fuße der Rahlstiege die von Franz West gestaltete Gerngross-Säule enthüllt, die nach dem Architekten Heidulf Gerngross (und nicht nach dem in der Nähe gelegenen Kaufhaus Gerngross) benannt wurde.
Die Rahlstiege überwindet einen Niveauunterschied von rund 6,5 Metern und steht heute ebenso wie der Gänsemädchenbrunnen unter Denkmalschutz.